# جلسه در حضور امپراتور

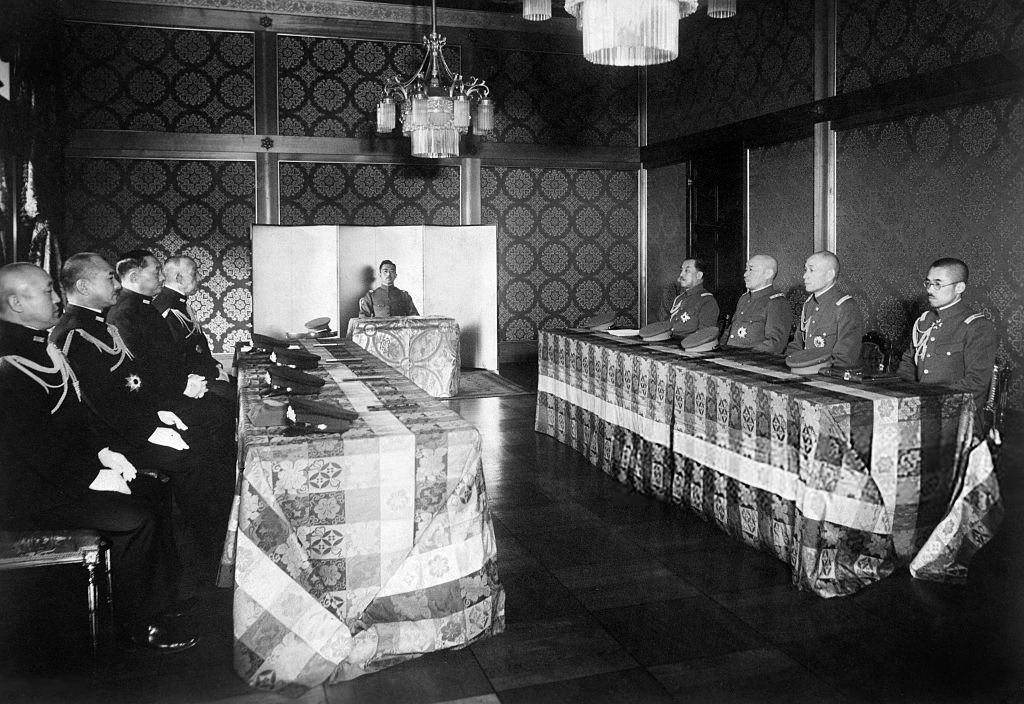
کنفرانس در ۱۱ ژانویه ۱۹۳۸

گُو-زِن کایگی (به ژاپنی: 御前会議, Gozen Kaigi) به معنای جلسه در حضور امپراتور کنفرانس‌های خارج از قانون اساسی در مورد موضوعات خارجی با اهمیت شدید ملی بود که توسط دولت امپراتوری ژاپن و در حضور امپراتور ژاپن تشکیل می‌شد. اولین جلسه در ۱۱ ژانویه ۱۹۳۸ و آخرین جلسه در ۱۴ اوت ۱۹۴۵ بود و تعداد این جلسه‌ها در طی جنگ جهانی دوم ۱۵ بار بود.
به‌طور معمول افراد زیر در گوزن کایگی شرکت می‌کردند (علاوه بر خود امپراتور):
1. نخست‌وزیر ژاپن
2. وزیر امور خارجه ژاپن
3. وزیر دارایی (ژاپن)
4. رئیس هیئت برنامه‌ریزی
5. وزارت جنگ ژاپن
6. وزارت نیروی دریایی (ژاپن)
7. دفتر ستاد ارتش امپراتوری ژاپن
8. دفتر ستاد نیروی دریایی امپراتوری ژاپن

اولین گوزن کایگی درست قبل از نخستین جنگ چین و ژاپن تشکیل شد. برخی دیگر درست قبل از جنگ روسیه و ژاپن، ورود به جنگ جهانی اول، امضای پیمان سه‌جانبه و زمان‌های مختلف در طول جنگ دوم چین و ژاپن، و به ویژه در ۶ سپتامبر، ۵ نوامبر و در ۱ دسامبر ۱۹۴۱، درست قبل از حمله به پرل هاربر.
جلسه نیمه شب ۹ اوت ۱۹۴۵، در واقع در ساعت ۱۲ و ۳ دقیقه ۱۰ اوت به وقت ژاپن آغاز شد. این جلسه پس از بمباران ناگاساکی در ساعت ۱۱:۰۲ صبح ۹ اوت انجام شد در همان روز، شوروی نیز حمله خود را همزمان در سه جبهه در شرق، غرب و شمال به منچوری آغاز کرده بود. این جلسه به بحث در مورد قبول یا رد اعلامیه پوتسدام اختصاص داشت.
در این نشست، نظر توگو شیگه‌نوری، وزیر امور خارجه در مورد پذیرش بیانیه پوتسدام مورد توافق قرار گرفت. به اصطلاح اولین «تصمیم مقدس» که در آن امپراتور وا موافقت خود را اعلام کرد و دلایل آن را بیان کرد. صورتجلسه این جلسه تنظیم نشده و سخنانی که در زمان تصمیم‌گیری گفته شده‌است، ثبت نشده‌است. آنچه نقل شده‌است سخنانی است شرکت‌کنندگان در جلسه، پس از آن نوشتند و آنچه که حاضران پس از جلسه نوشتند. بنابر این در مورد سخنان بین هر منبع تفاوت‌هایی وجود دارد.
بر اساس "دستنوشته تسلیم بی قید و شرط "، قبل از پذیرش اعلامیه پوتسدام، شش عضو شورای عالی هدایت جنگ عبارت بودند از:  این شش نفر عبارت بودند از وزیر امور خارجه توگو شیگه‌نوری، نخست‌وزیر کانتارو سوزوکی و وزیر نیروی دریایی دریاسالار یونای میتسوماسا، ژنرال آنامی کوره‌چیکا، وزیر ارتش و ژنرال یوشیجیرو اومیزو، رئیس ستاد ارتش، و دریاسالار تویودا سوئه‌مو از نیروی دریایی همچنین نخست‌وزیر سابق کی‌ایچیرو هیرانوما رئیس شورای خصوصی نیز به اعضای فوق اضافه شد. جلسه تا سحر روز بعد ادامه یافت.
فقط در جریان جلسه ۶ سپتامبر ۱۹۴۱ و جلسه نیمه شب ۹ اوت ۱۹۴۵، برای بحث در مورد پذیرش اعلامیه پوتسدام بود که امپراتور سکوت سنتی خود را شکست. در خلال آخرین مورد، امپراتور از تسلیم (نظامی) با یک شرط دفاع کرد، حفظ امپراتوری و اینکه اعلامیه مذکور شامل هیچ خواسته‌ای نیست که اختیارات امپراتور را به عنوان یک حاکم مستقل خدشه‌دار کند.